# Frank Abbandando
Frank Abbandando (n. 11 iulie 1910, New York City, New York, SUA – d. 19 februarie 1942, Ossining⁠(d), New York, SUA), cunoscut drept „ The Dasher”, a fost un asasin newyorkez, membru al notoriului grup Murder, Inc. Metoda sa preferat de asasinare era să înjunghie victima în inima cu un spărgător de gheață⁠(d). După ce a fost judecat și condamnat în cazul uciderii unui cămătar⁠(d) din Brooklyn, Abbandando a fost executat pe scaunul electric în închisoarea Sing Sing pe 19 februarie 1942.

## Biografie
Părinții lui Abbandando, Lorenzo Abbondandolo și Rosaria Famighetti, au emigrat din Avellino, Italia în New York. Acesta s-a născut în New York pe 11 iulie 1910. Abbandando era unul din cei doisprezece copii ai familiei (dintre care șapte nu au supraviețuit în copilărie). Frații și surorile sale au fost: Filomena (10 decembrie 1907 - 6 decembrie 1970); Rocco (22 decembrie 1910 - 19 octombrie 1912); Anna (25 iunie 1912 - 13 octombrie 1984); Carolina (1914 - 16 septembrie 1915); Theresa (1 octombrie 1915 - 11 aprilie 1997); Carmela (1917 - 30 aprilie 1924); Rocco (al doilea; 7 septembrie 1918 - 31 martie 1976); Antonio (15 martie 1920 - 6 aprilie 1981); gemenii Angelina și Arcangelo (august 1921 - 18 octombrie 1921); Angelina (a doua) (1923 - 2 mai 1925).

### Cariera de criminal
Abbandando a început să șantajeze proprietarii de magazine în adolescență, amenințându-i că le va incendia⁠(d) magazinele. Până la vârsta de 20 de ani, acesta era deja membru al unei bande din Ocean Hill⁠(d) unde a devenit repede locotenent al lui Harry „Happy” Maione. Abbandando era implicat în afaceri cu jocuri de noroc, cămătărie și racketeering, dar săvârșea și crime. În 1928, a fost trimis la școala de corecție⁠(d) din Elmira⁠(d) deoarece a bătut un ofițer de poliție. Acolo și-a câștigat porecla „The Dasher” după ce a demonstrat că este un bun jucător de baseball.
Se susținea că Abbandando era un iubitor al hainelor scumpe și al mașinilor de lux, dar și un prădător sexual⁠(d) care obișnuia să hoinărească prin cartierele din Brownsville⁠(d) și Ocean Hill în căutare de femei tinere pe care să le violeze. Procurorii au declarat că Abbandando a recunoscut comiterea unui singur viol, iar reacția sa a fost: „Păi, acela nu se pune - am luat fata de nevastă”.

### Asasin pentru Murder, Inc.
La începutul anilor 1930, cele cinci familii au început să angajeze asasini din diferite bande deoarece nu voiau ca omorurile să fie mediatizate așa cum s-a întâmplat în perioada războiului Castellammarese când evenimentelor au ajuns pe prima pagină a ziarelor. Dacă făceau apel la asasini plătiți, familiile nu erau implicate în mod direct și erau protejare de investigațiile legale. Acești asasini erau conduși de Louis „Lepke” Buchalter, tânărul lider al bandei evreiești cunoscute sub denumirea de „Gorilla Boys”. Odată cu extinderea operațiunilor, mica rețea de ucigași controlată de Buchalter a ajuns să includă 250 de criminali, unii fiind implicați în afaceri cu trafic de droguri, sindicate, pariuri și prostituție. Acesta și-a numit grupul „The Combination” (în română Combinația), însă ziarul New York Press i-a descris drept „Murder, Incorporated”. Spre deosebire de cele cinci familii, unde membrii trebuiau să fie de origine siciliană sau din sudul Italiei, Murder, Inc. era o bandă etnic diversă care cuprindea asasini evrei, italieni și irlandezi. 
Abbandando a devenit asociat al Murder Inc. în anii 1920. La începutul anilor 1930, se specula că acesta ar fi ucis cel puțin 30 de persoane, în special în Brooklyn, și a fost plătit aproximativ 500 de dolari pentru fiecare eliminare. În septembrie 1931, Abbandando i-a ajutat pe Buchalter și Abe Reles să-i elimine pe frații Shapiro⁠(d), o grupare rivală din cartierul Lower East Side⁠(d) din Manhattan care controla industria confecțiilor din Brooklyn.
În 1937, Abbandando a asistat la uciderea lui George Rudnick, un cămătar din Brooklyn. Reles ordonase eliminarea lui Rudnick după ce a primit informații conform cărora Rudnick era informator. Cu ajutorul unui spărgător de gheață și a unui satâr, Abbandando și alți câțiva membri ai bandei l-au ștrangulat pe Rudnick, l-au înjunghiat de 63 de ori și i-au zdrobit capul într-un garaj. Nimeni nu a fost arestat pentru această crimă. În februarie 1939, Abbandando și alți membri l-au ucis pe gangsterul Felice Esposito care activase ca martor într-un caz de crimă cu 17 ani în urmă.